# Kwiczoł

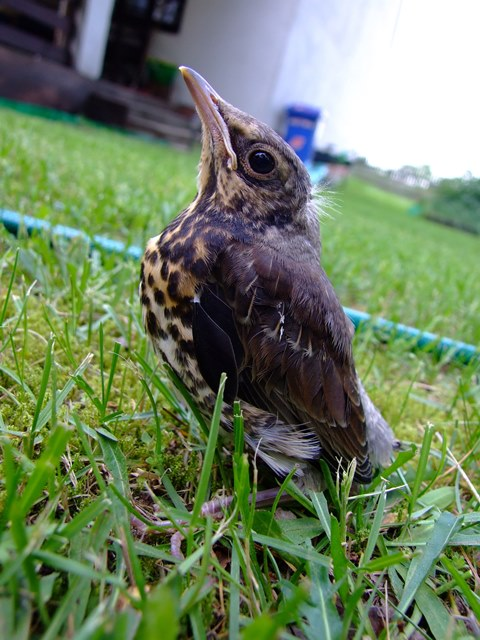

Kwiczoł (Turdus pilaris) – gatunek średniej wielkości ptaka wędrownego z rodziny drozdowatych (Turdidae), zamieszkujący północną i środkowo-wschodnią Europę na wschód od Renu i północ od Alp oraz Azję do środkowej Syberii (aż do rzeki Ałdan). W 2. połowie XX wieku skolonizował też część zachodniej Europy i Wyspy Brytyjskie. Zimuje w południowej i zachodniej Europie, północnej Afryce oraz w Azji Południowo-Zachodniej. Nie wyróżnia się podgatunków.

## Zasięg występowania
Zasięg występowania rozciąga się od północnej i centralnej Europy (gniazduje na obszarze po Francję) na wschód przez centralną Syberię, północny Kazachstan, Ałtaj i Sajany po dorzecze Ałdanu i Zabajkale. Zimowiska leżą w zachodniej i południowej Europie, północnej Afryce oraz w Azji Południowo-Zachodniej.
W Polsce dawniej nieliczny, do końca XVIII w. gniazdował tylko na północnym wschodzie kraju, głównie na Mazurach. W XIX i XX wieku rozszerzał zasięg występowania i stale zwiększał swoją liczebność. Obecnie we wschodniej Polsce jest to liczny gatunek lęgowy (lokalnie bardzo liczny), w zachodniej Polsce – średnio liczny, unika gór. Według szacunków Monitoringu Pospolitych Ptaków Lęgowych, w latach 2013–2018 populacja lęgowa kwiczoła na terenie kraju liczyła 949 000–1 328 000 par. Najliczniej występuje na terenach obfitujących w sady jabłoniowe, zwłaszcza w okolicach Grójca, Warki i Sandomierza. Podczas zimowych przelotów bywa bardzo liczny, co roku też pewna część osobników zimuje.

## Charakterystyka
Wygląd zewnętrznyPtak wielkości kosa, o nieco dłuższych skrzydłach. Obie płci ubarwione podobnie, samce jedynie nieco intensywniej. Charakterystyczne, trójbarwne upierzenie: szara głowa i kark, brązowy grzbiet i wierzch skrzydeł oraz czarnobrunatny ogon. W locie widoczny biały spód skrzydeł, wyraźnie odcinający się od szarego kupra i ciemnego ogona. Pierś żółtawa lub pomarańczowa, brzuch biały. Na piersi i bokach gęste czarne kreskowanie, plamy mają kształt grotów. Dziób u samców w szacie godowej żółty, a w szacie spoczynkowej ciemnieje na czubku i z wierzchu, upodabniając do dziobów samic i młodych. Wokół oczu i dzioba zaczernienie, różnej wielkości i intensywności. Młode mają z wierzchu bardziej jednolite, brązowawe upierzenie z jasnym kreskowaniem.
Rozmiarydługość ciała ok. 25–28 cm, rozpiętość skrzydeł około 39–42 cm.
Masa ciałaok. 80–140 g.
GłosCharakterystyczne, skrzeczące „czak czak czak”, podobne nieco do głosu sroki. W locie odzywa się miękkim, zduszonym „łiii..” (od tego kwiczącego głosu pochodzi polska nazwa ptaka). Śpiew szorstki, świergoczący, pozbawiony melodii. Śpiewa siedząc lub w locie.
ZachowanieTowarzyski i hałaśliwy, zwłaszcza zimą przemieszcza się w dużych stadach. Często łączą się w grupy z droździkami (T. iliacus). Lot kwiczołów jest mocny, nieco falisty. Okazjonalnie powoli szybują.
Wędrowny, przeloty III–IV i X–XI. Część populacji w Europie środkowej osiadła.
Często zaciekle broni jaj i młodych przed drapieżnikami, opryskując napastnika swoimi odchodami. Mniejsze ptaki niekiedy zakładają gniazda blisko gniazd kwiczoła, korzystając ze swoistej „ochrony”.

## Środowisko
Naturalnym środowiskiem życia kwiczołów są lasy łęgowe, olsy, lasy sosnowo-brzozowe i luźne zadrzewienia w rzecznych dolinach. Podczas kolonizacji Europy zasiedlał coraz nowsze środowiska, w tym krajobrazy rolnicze, miasta, parki i ogrody. Zimują głównie na nizinach, często w bardziej otwartych środowiskach, w tym na porośniętych trawą lub uprawianych polach, skrajach wrzosowisk, skrajach lasów i w sadach.

## Pożywienie
Odżywia się drobnymi bezkręgowcami wyszukiwanymi w ziemi, głównie dżdżownicami. Na ziemi żeruje w charakterystycznej dla drozdów pozie – z opuszczonymi skrzydłami i uniesionym ogonem. Jesienią i zimą zjada głównie jagody i owoce, np. jałowca, głogu oraz jarzębinę, jabłka.

## Lęgi

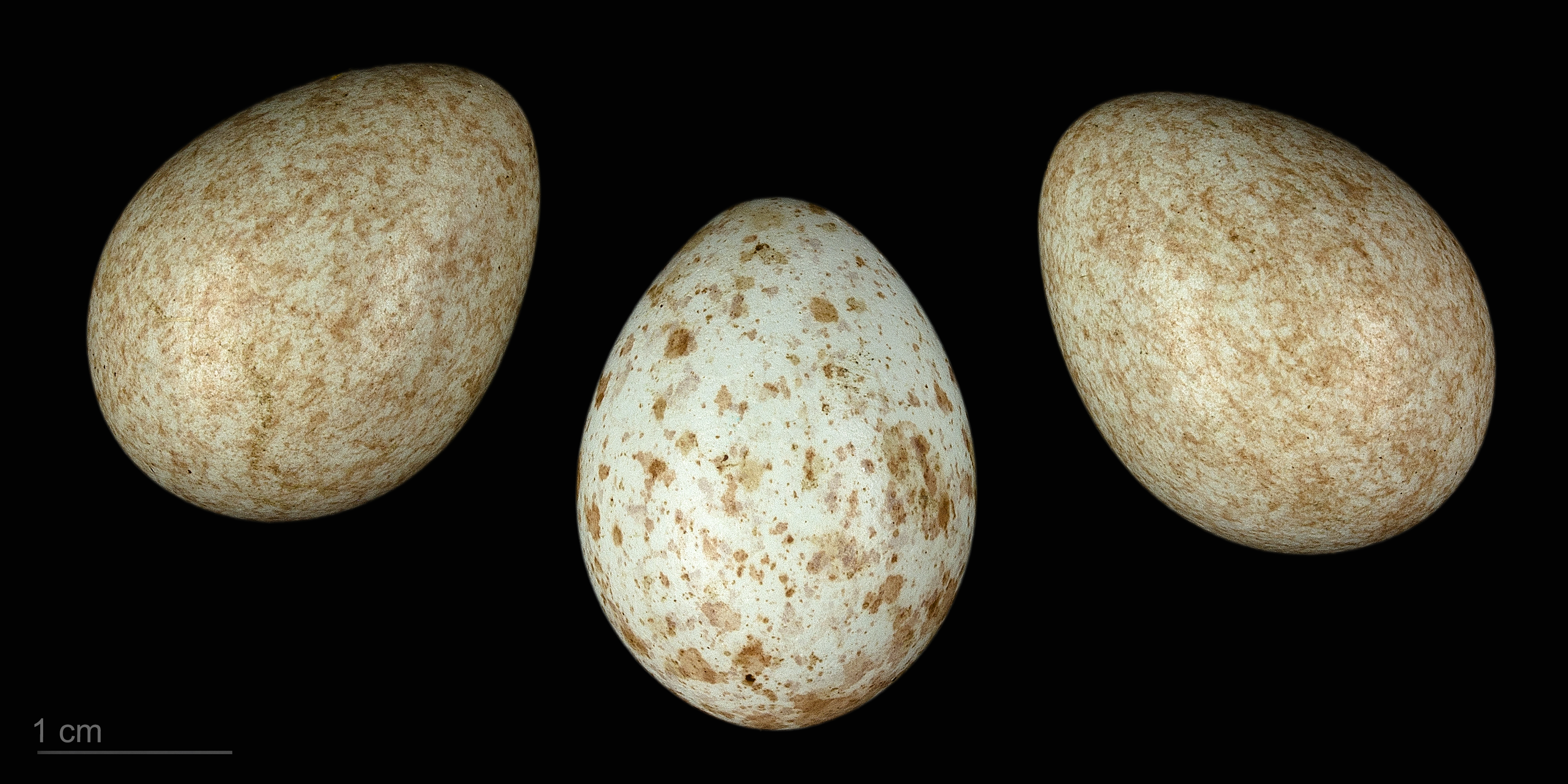
Turdus pilaris

Okres lęgowy trwa od początku kwietnia do końca sierpnia; pora lęgowa różna w zależności od szerokości geograficznej. W ciągu roku wyprowadza jeden lub dwa lęgi.
GniazdoGnieździ się pojedynczo lub w luźnych koloniach (zwykle kilka–kilkanaście par). Gniazdo jest umieszczone wśród gałęzi drzew, zwykle w rozwidleniu pnia na wysokości 4 do 7 m. Zbudowane jest z liści i trawy zlepionych gliną lub iłem, a wysłane miękkimi trawami, włosiem i korzonkami.
JajaSamica składa 3–6 bladoniebieskich, rdzawo nakrapianych jaj o średnich wymiarach 28,5 na 21 mm.
WysiadywanieSamica wysiaduje jaja przez 10–14 dni.
PisklętaMłode są karmione przez oboje rodziców. Opuszczają gniazdo po około dwóch tygodniach (12–15 dni), będąc jeszcze nielotne. Mają słabo rozwinięte sterówki. Po kilku dniach zyskują lotność, wcześniej sprawnie biegają. Jeżeli tracą kontakt z rodzicami, zatrzymują się w bezruchu. Nie boją się ludzi. Po dwóch tygodniach stają się już samodzielne, choć czasami bywają jeszcze dokarmiane do około miesiąca po opuszczeniu gniazda.

## Status i ochrona
IUCN uznaje kwiczoła za gatunek najmniejszej troski (LC, Least Concern) nieprzerwanie od 1988 roku. Liczebność światowej populacji, obliczona w oparciu o szacunki organizacji BirdLife International dla Europy z 2015 roku, mieści się w przedziale 70–145 milionów dorosłych osobników. Globalny trend liczebności populacji uznawany jest za stabilny.
W Polsce jest objęty ścisłą ochroną gatunkową. Na Czerwonej liście ptaków Polski został sklasyfikowany jako gatunek najmniejszej troski (LC).
Dawniej polowano na kwiczoły w celach konsumpcyjnych. Zjadane przez te ptaki jagody jałowca i jarzębiny nadawały mięsu charakterystyczny aromat, dzięki czemu były wysoko cenione przez dawnych myśliwych. W XIX wieku na samym Śląsku odławiano każdej jesieni i zimy ok. 100 tys. kwiczołów.